# Nordiska mynt
I Sverige verkar en myntning ha ägt rum på Birka under 800-talet. Man har åtminstone funnit flera silvermynt av olika typer där, vilka dock kunde ledas tillbaka till imitationer av de mynt, som för karolingiska härskare präglades i den nederländska staden Dorestad, med vilken Birka stod i förbindelse. Den egentliga nordiska myntningen började dock först under 1000-talet, då inkallade engelska myntmästare efter engelskt mönster slog silvermynt för kungarna Sven Tveskägg i Danmark, Olof Skötkonung i Sverige (i Sigtuna) och Olav den helige i Norge.
I Danmark började myntningen blomstra under Knut den stores tid och fortsattes oavbrutet. Mynten hade där dels anglosaxiska förebilder, dels i Danmark uppfunna framställningar, dels bysantinska förebilder. Den förnämsta danska myntstaden var Lund. Brakteater var huvudmynten i Danmark endast under en kort tid (vid mitten av 1100-talet). Efter Valdemar Sejrs tid inträdde en ytterlig försämring i det danska myntväsendet. Mynten, de s. k. borgarkrigsmynten, bestod nästan helt och hållet av koppar. Till sist upphörde (mot mitten av 1300-talet) all regelbunden myntning.
I Norge började man under Harald Hårdråde använda, jämte den anglosaxiska, en inhemsk typ. Under 1100-talet präglades där brakteater. Kung Magnus Lagaböter började åter prägla tvåsidiga mynt, till vilka förebilden hämtades från England. 
En lång tid efter kung Anunds död verkade Sverige ha saknat mynt. Den närmast följande, mycket rikliga myntningen tillhör Knut Erikssons tid. Han präglade små, tunna, tvåsidiga mynt, halvbrakteater och brakteater av olika slag. Brakteatpräglingen synes i Sverige ha fortsatts längre än i Danmark och Norge. De första tvåsidiga mynten, efter brakteattiden, var präglade för Birger Magnusson. Andra, bärande på ena sidan Folkungarnas vapen, på den andra en bokstav eller en bild mellan tre kronor, tillhörde dennes efterträdare Magnus Erikssons tid. Jämte de tvåsidiga mynten präglades ända till medeltidens slut brakteater för att tjäna som skiljemynt. Med Albrekt av Mecklenburg infördes präglingen av mynt, som gällde mera än en penning (örtugs-mynt). Den danska myntningen, ordnad efter hanseatiskt mönster, visade vid denna tid flera olika myntslag. Under Erik av Pommern försämrades myntet till ytterlighet, men efter hans tid fortsattes myntningen av de olika slagen. Mynthuset i Lund flyttades till Malmö. I Sverige präglades fortfarande örtugar, halvörtugar och "hola penningar" (brakteater). 
I Norge synes ingen myntning ha funnits under unionstiden före kung Hans regering (1483-1513). Denne kung införde nyheter i myntväsendet. I Danmark präglade han guldmynt av två slag, nobler och gyllen. Även hans svenska myntordning för 1497 omtalar nobler. Sten Sture den äldre präglade ett stort silvermynt, antagligen markstycken. De slogs dock med olika tjocklek och tyngd.
Kristian II präglade mycket dåliga klippingar, små och oregelbundet fyrkantiga. Under befrielsekriget följde Gustav Vasa hans exempel. I Sverige övergavs denna myntning redan 1522, då man började slå "runt mynt", ören; dessutom slogs örtugar, halvörtugar eller fyrkar, och små "hola penningar". Örtugspräglingen slutade under Johan III. Gustav Vasa präglade även 4- och 2-penningar; de förra försvann efter Sigismunds, de senare efter Johan III:s tid. Även halvörena försvann snart - dock präglades några under Gustav II Adolfs och drottning Kristinas tid - och öret blev Sveriges minsta silvermynt till mitten av Adolf Fredriks regering.
1536 införde Gustav Vasa myntning av markstycken. Marker och mångfalder av marker präglades mycket länge, och den vikt man fäste vid dem framgår av de olika namn, som gavs dem. Sextonmarkstycken av guld fick 1604 namnet karoliner, åttamarkstycken i silver fick 1649 namnet kristiner. Tvåmarkstyckena kallades under de tre Karlarnas tid karoliner, under Fredrik I:s tid fredriker eller fredrikviner, efter hans död kallades de karoliner eller adolfiner. 
1528 präglade Gustav Vasa ett större silvermynt, som till utseendet påminde om Sten Sture den äldres stora silvermynt, men det var större än detta och mindre än de riksdalrar, som började präglas 1534. Riksdalern blev till sist landets huvudmynt. Det präglades även mynt, som svarade mot delar av riksdalern (1/4-riksdalrarna kallades riksort). Under Gustav III blev riksdalerns underavdelningar många.
Riksdalern och markmyntet stod i början inte i något bestämt förhållande till varandra. Först Karl IX gjorde marken till 1/6 av riksdalern. Under 1600-talet talades om riksdaler och svensk daler. Riksdalern var av finare silver än dalern, vilken senare motsvarade 4 mark. Genom 1770 års myntordning åsattes riksdalern prägeln 3 daler silvermynt, daler smt. Benämningen daler silvermynt kunde inte uppkomma, förrän kopparmynt hade börjat präglas och lagts till grund för en särskild beräkning, daler kmt. Mark- och öremynt präglades på 1500-talet även i fyrkanter, s. k. klippingar; de prydligaste av dessa var de så kallade blodklippingarna, som slogs av hertigarna Johan och Karl under upproret mot Erik XIV. Namnet härstammar från det faktum att det är historiskt belagt att klippingarna tillverkades av det silver som Erik XIV själv hade givit som bot för Sturemorden.
Gustav Vasas myntordningar omtalade inte några guldmynt. Sådana, kallade gyllen, slogs under Erik XIV och Johan III, och den sistnämnde började slå i guld mångfalder av mark. Kristina förordnade 1649 om prägling av dukater. 1868 ersattes dukaten av karolinen, som präglades till Karl XV:s död. 1873 infördes guldmynt à 20 och 10 och 1881 à 5 kronor.
Sedan under Johan III:s tid mynt präglats av så dåligt silver, att de såg ut som kopparmynt, infördes den verkliga kopparmyntningen 1624 (ören med mångfalder och delar). 1633 fick kopparmyntet endast halvt värde mot det liknämnda silvermyntet. Under början av Karl XI:s tid präglades 2 1/2-, 2- och 1-ören kmt; senare präglades i koppar ören smt, under en lång period samtidigt med ören kmt.
Drottning Kristina införde prägling av myntplåtar av stora mått, vilken prägling bibehölls ännu under Adolf Fredriks tid. Flera av dessa plåtar hade utom de fem normala stämplarna (en i mitten, en i vart hörn) motstämplar, framkallade av växlingar i plåtmyntets kurs. 1715-19 präglades nödmynt, små kopparmynt, som skulle gälla 1 daler smt. Utom den myntning, som utövades i Sverige, slogs för svensk räkning mynt i flera utländska besittningar. Under medeltiden präglades silvermynt och brakteater i Visby; där slogs under 1500-talet mynt även för dansk räkning.
I Danmark började man tidigare än i Sverige slå större silvermynt och guldmynt; reformen infördes där av kung Hans, vilken även myntade i Norge. I Gottorp slogs joachimsdalrar 1534, inom det egentliga Danmark först 1537. Mot slutet av 1500-talet finner man på riksdalrarna uppgift om förhållandet till marken. Liksom i Sverige rådde i Danmark stor oordning i myntväsendet under senare delen av 1500-talet; underhaltigt mynt slogs ganska ofta, och reduktioner av värdet förekom gång efter annan. Förhållandet mellan riksdalern och marken växlade, och förvirringen ökades, när Kristian IV införde, dock endast för en kort tid, ett tredje myntsystem, kronan. Senare präglades speciedalrar och "slette daler", vilka även kallades kronor; till sist upphörde man att prägla dalermynt (speciedalern försvann först), och man hade i landet endast smärre mynt och sedlar. 1776 upptogs åter speciemyntningen, och 1813 infördes riksbanksdalern (motsvarande 1/2 species). 1873 antogs det svenska kronsystemet. Den danska myntningen fortgick i Norge, tills detta rike förenades med Sverige. Efter föreningen med Sverige präglades specie- och skillingsmynt. 1875 antogs det svensk-danska kronsystemet.